# Haven (Schiff)
Die Haven (ehemals: Amoco Milford Haven) war ein unter zypriotischer Flagge fahrender VLCC-Öltanker. Er gehörte der Reederei Troodos Shipping des griechischen Unternehmers Lucas Haji-Ioannou und dessen Sohn Stelios Haji-Ioannou.
Am 11. April 1991 explodierte und am 13. April sank das mit 144.000 Tonnen Rohöl beladene Schiff vor dem Hafen der norditalienischen Stadt Genua, wobei sechs Menschen ums Leben kamen und bis zu 50.000 Tonnen Öl ins Mittelmeer gelangten. Heute liegt das Schiff in 82 Metern Tiefe auf Grund und wird von Tec-Tauchern zum Wracktauchen genutzt. Da die höheren Aufbauten bis zu einer Tiefe von 24 Metern aufragten, wurden diese abgeschnitten, so dass sich die höchsten Aufbauten heute in einer Tiefe von 34 Metern befinden.

## Geschichte
Die Amoco Milford Haven wurde von Astilleros Españoles im spanischen Cádiz als Schwesterschiff der Amoco Cadiz gebaut, die ihrerseits 1978 sank. Die Haven wurde 1973 in den Dienst genommen und bediente verschiedene Rohöltransportrouten in Nahost. 1987 wurde das Schiff im Persischen Golf während des Iran-Irak-Krieges von einer Exocet-Rakete getroffen und schwer beschädigt. Nach weitgreifenden Reparaturarbeiten in Singapur wurde sie an ein Brokerunternehmen verkauft, das sie wiederum an Troodos Shipping verleaste. Dieses Unternehmen setzte die Haven auf der Transportroute zwischen der iranischen Insel Charg und dem Mittelmeer ein.

### Havarie vor Genua
Koordinaten: 44° 22′ 0″ N, 8° 42′ 0″ O
| Ort der Havarie |

Am 11. April 1991 war die Haven dabei, eine Ladung von 230.000 Tonnen Rohöl an der Schwimmplattform von Multedo vor dem Hafen Genua zu entladen. Dafür lag sie circa sieben Meilen vor der ligurischen Küste. Nachdem 80.000 Tonnen entladen worden waren, wurde die Haven von der Plattform entkoppelt, um den Transfer weiteren Öles aus den Außentanks in den zentralen Haupttank zu ermöglichen. 

„Ich hörte ein sehr lautes Geräusch, als ob Eisenstangen aneinanderschlügen. Vielleicht war die Abdeckung einer Pumpe gebrochen. Dann kam eine fürchterliche Explosion.“

 Fünf Mitglieder der Besatzung starben gleich in den ersten Minuten, als ein Feuer ausbrach und Öl aus dem durch die Hitze lecken Rumpf auszutreten begann. Als das Feuer das gesamte Schiff erfasst hatte, war eine bis zu 100 Meter hohe Flamme zu beobachten. Nach einer Reihe weiterer Explosionen gelangten zwischen 30.000 und 40.000 Tonnen Öl ins Meer.
Unter enormen Schwierigkeiten gelang es mehreren hundert Einsatzkräften, eine sechs Meilen (knapp 10 km) lange Ölsperre mit einem Tiefgang von einem Meter zu installieren, um das weitere Ausbreiten des Ölteppichs zu verhindern. Am zweiten Tag sollte die Haven näher an die Küste geschleppt werden, um die Länge des durch Ölverschmutzung betroffenen Küstenabschnittes zu reduzieren und leichteren Zugang zu dem immer noch brennenden Schiff zu bekommen. Als der Bug unter die Wasseroberfläche zu sinken begann, wurde ein Stahlkabel am Ruder festgemacht und mit Schleppern vertäut. Es wurde jedoch schnell klar, dass der Kiel der Haven gebrochen war. Die Bugsektion versank und schlug in einer Meerestiefe von etwa 450 Metern auf den Grund auf. Am 14. April sank der verbleibende 250 Meter lange Hauptkörper des Tankers anderthalb Meilen vor der Küste zwischen den Orten Arenzano und Varazze.
Nachdem das Wrack als sicher deklariert worden war, stellte ein Mini-U-Boot fest, dass die Hecksektion einen Felssporn geschrammt hatte. Glücklicherweise trat jedoch kein Öl aus der Stelle aus. Weiter konnte festgestellt werden, dass ein Großteil der verbliebenen 80.000 Tonnen Öl verbrannt oder an die Wasseroberfläche gelangt waren. Das an der Oberfläche befindliche Öl konnte bis auf kleinere in fester Phase gebundene Reste abgesaugt werden. In den folgenden zwölf Jahren wurden die Küste um Genua und in Südfrankreich verschmutzt.

## Konsequenzen und Gerichtsurteile
Ziel der Anklage waren Stelios Haji-Ioannou und dessen Vater Lucas Haji-Ioannou, denen als Besitzer vorgeworfen wurde, die Haven in derart marodem Zustand betrieben zu haben, dass diese schließlich 1991 explodierte. Laut Pressemeldungen sollte der Tanker, nachdem er von einer Rakete getroffen worden war, verschrottet werden, was jedoch nicht geschehen war. Die Staatsanwaltschaft forderte für Vater und Sohn eine siebenjährige Haftstrafe wegen Totschlags. Für den ehemaligen Direktor der Reederei Christos Dovles beantragte die Anklage zwei Jahre und vier Monate Haft.
Im Laufe des Gerichtsverfahrens wurden Lucas Haji-Ioannou und seinem Sohn Stelios Haji-Ioannou der Totschlag von sechs Menschen sowie Erpressung, Einschüchterung und Zeugenbestechung vorgeworfen. Beide stritten jegliche Schuld ab.
Trotz der schweren Anschuldigungen wurden beide nach drei Berufungsverfahren freigesprochen (davon 2002 das letzte Verfahren). Weitere Berufungsverfahren und Schadensersatzforderungen wurden ausgeschlossen. Der Verfahrensverlauf und die Urteile wurden weltweit kontrovers diskutiert. Stelios Haji-Ioannou sagte zu dem Verfahren: „Mein eigentlicher Kommentar ist, warum es so lange gedauert hat, um unschuldige Personen von diesen schrecklichen Anklagen reinzuwaschen.“

### Reaktionen
Ein Staatssekretär des italienischen Umweltministeriums äußerte seine Verbitterung über das Urteil mit den Worten: „Die Opfer, die Angehörigen und die Meeresumwelt, die alle schwere Schäden erlitten haben, verbleiben ohne überzeugende Antworten.“
Die italienische Präsidentin des World Wildlife Fund (WWF), Grazia Francescato, teilte der Presse mit, dass sie Haji-Ioannous Verhalten abstoßend finde, und zog Parallelen zu dem Fährunglück der Moby Prince vor Livorno. Dieses hatte sich am selben Tag wie das Unglück der Haven ereignet. Dabei kamen 140 Menschen ums Leben; alle vier Angeklagten wurden freigesprochen.
Die NUMAST, eine Gewerkschaft für Handelsschifffahrt, beschrieb den Freispruch als „deprimierend“. Gleiche Worte fand auch die Internationale Transportarbeiter-Föderation (ITF). Nur wenn Schiffsreeder für den Zustand ihrer Schiffe verantwortlich gemacht würden, könnten marode Schiffe aus dem Verkehr gezogen werden, erklärte der Sprecher der NUMAST, Andrew Linington. Und weiter: „Selbst wenn Schiffsbesitzer einwandfrei mit Schiffen in Verbindung gebracht werden, die keinen akzeptablen Standard aufweisen, werden anscheinend keine Maßnahmen ergriffen.“